# Wife
Wife és una pel·lícula muda de l'Éclair American protagonitzada per Alec B. Francis i Belle Adair. D’una durada de dues. bobines, es va estrenar el 10 de juny de 1914, dos mesos després que els estudis fossin destruïts per un incendi.

## Argument
La ruïna financera amenaça Holliday. Holliday descobreix que la seva bella filla, Leonora, s'acaba de prometre amb el doctor Livingston, un jove metge però l'endemà, Price, que és enormement ric per dret propi, s'ofereix a salvar Holliday de la desgràcia i la ruïna amb la condició que li concedeixi mà de Leonora en matrimoni. Leonora es sacrifica per a desesperació de Livingston. Mesos després Livingston rep una nota de Price que li demana que passi una setmana amb ells. El Sr. Price el rep amb franquesa i plaer, però quan Leonora sent la seva veu es queda blanca i, a través d’una nota que li porta la seva germana Alice, li demana que marxi de seguida. Ell respon que se n'anirà, però com que l’obliga a fer-ho com si talment fos un lladre, li demana que sigui la mateixa Leonora la que vagi a la seva habitació a mitjanit a donar-li l'ordre. Ella hi va i li ho suplica. Les seves veus criden l'atenció de Price, que és just a temps de veure com la seva dona s’aparta dels braços del metge. En entra ell Leonora es desmaia i un cop han posat la noia al llit, Price treu una pistola i està a punt de matar el visitant quan ella es desperta.
Els Price tornen a Nova York, però el marit és un home canviat. S'ha tornat addicte a la cocaïna. Leonora convoca Livingston i li retreu que el seu acte ha provocat que el seu marit es trobi en aquesta condició. Livingston escriu una recepta però el malalt va de mal en pitjor. Leonora li retreu l’addicció i, en resposta, ell l'acusa d'infidelitat i cau inconscient. La dona està a punt de donar-li la medecina de Livingston quan es recupera i tot i que sospita que la ella el vol enverinar, s'empassa la medicina. Boja de por, truca a Livingston. Ell s'encarrega de salvar la vida de Price i un mes després el marit, encara una ombra del que havia estat, entra a l'oficina del metge, només per descobrir que ha marxat i no ha deixat cap adreça. Una carta crida la seva atenció i en llegir-la veu que és de la seva dona. En ella li diu que ella que és la dona Mr. Price i que ho seguirà sent sempre per lo que li demana que se'n vagi per sempre.

## Repartiment
- Alec B. Francis (Mr. Price)
- Belle Adair (Leonora Price)
- Stanley Walpole (Dr. Livingston)
- Helen Marten (Alice)